# DJ Brisa
DJ Brisa, nome artístico de Beatriz Povreslo (São Paulo, 26 de setembro de 1993), é uma produtora musical, disk jockey, cantora, stripper virtual, empreendedora brasileira e é líder do movimento Twerk Brasil.
Iniciou sua carreira musical no ano de 2015 como DJ de trap e em 2016 gravou com Mr. Catra o hit "Vou Sentar". O lyric vídeo tem mais de 84 mil visualizações no YouTube.  
Em 2017, DJ Brisa participou da composição da música "Twerk" para o artista Diego Thug, com mais de 329 mil visualizações no YouTube.
A artista ficou nacionalmente conhecida em 2017 quando fez uma apresentação repleta de sensualidade no quadro Vale Tudo, do Programa Silvio Santos, no SBT. No episódio, ela regeu uma orquestra usando apenas o bumbum, com técnicas de twerk.

## Biografia e carreira
A artista é filha da turismóloga Flora Regina Ruggeri e se apaixonou pela dança ainda criança, influenciada pela novela O Clone, da Rede Globo. Em entrevistas, DJ Brisa conta que era fascinada pelas divas pop Britney Spears, Madonna, Shakira e Beyoncé e cita como suas referências musicais os artistas Rita Lee, Die Antwoord, MC Carol, Kiss, B. B.  King, Marilyn Manson, Rihanna, Cardi B e Bhad Bhabie.
DJ Brisa trouxe o twerk ao Brasil com formato de show 8 no ano de 2015 e se tornou a líder de um grupo de mulheres que se empenham em popularizar o gênero twerk no Brasil, no formato original, como uma dança voltada ao empoderamento feminino, ajudando as mulheres a deixarem de ser vítimas da sua sensualidade e se tornando protagonistas dela.
Após a performance de pouco mais de 60 segundos no quadro Vale Tudo, do Programa Silvio Santos, que chamou a atenção do público e causou muita polêmica em 2017, DJ Brisa enxergou potencial financeiro ao receber pedidos de fotos e vídeos por homens. Em entrevista, a artista afirma que transformou o sentimento de agressão e invasão em empreendedorismo e se tornou stripper virtual.
Registrou a marca Twerk Brasil em 2019, se tornando a dona da primeira patente de twerk no Brasil.
Em 2020, lançou o treinamento Bad Bitch, um material didático que ensina estratégias de como faturar mesmo com tanta desigualdade de gêneros ainda existente no mercado e tem como missão emancipar garotas da opressão masculina.
Tem seu próprio site adulto e faz músicas, festas e projetos ligados ao twerk e também ao lifestyle que decidiu protagonizar.

## Discografia
| Ano  | Titulo                                   |
| ---- | ---------------------------------------- |
| 2016 | "Vou Sentar" (part. Mr. Catra)           |
| 2017 | "Twerk" (part. VK, MC Cond e Diego Thug) |